# منشور ارزش‌های کبک
منشور ارزش‌های کبک لایحه ۶۰ در استان کبک کانادا بود که توسط حزب حاکم کبک در سال ۲۰۱۳ در زمان نخست‌وزیری پائولین مارویس ارائه شد و تلاش می‌کرد تا جنجال کبک را در مورد اقامت معقول قانونگذاری کند. یکی از اعضای کابینه PQ که این لایحه را ارسال کرد، برنارد درینویل، وزیر مسئول نهادهای دموکراتیک و فعال شهروندی بود. نخست وزیر مارویس همچنین تهدید کرد که برای تصویب منشور در سال ۲۰۱۳به بند فقدان وجود قانون اساسی کانادا استناد میکند.در کبک و جاهای دیگر درمورد این منشور، به ویژه ممنوعیت پیشنهادی کارمندان بخش دولتی از پوشیدن یا نمایش نمادهای مذهبی آشکار، بحث‌های زیادی وجود داشت.
- منشور حقوق بشر و آزادی‌های کبک را اصلاح کنید
- یک الزام بی طرفانه و جایگزین برای همه پرسنل دولتی (از جمله کارکنان آموزش و پرورش و مراقبت‌های بهداشتی با بودجه دولتی) ایجاد کنید.
- استفاده از نمادهای مذهبی برجسته را برای پرسنل مذکور محدود کنید.
- در هنگام ارائه یا دریافت خدمات دولتی، عدم پوشاندن صورت خود را اجباری کنید.
- ایجاد خط مشی اجرایی برای سازمان‌های دولتی.

PQ رای اقلیت داشت. مارویس برای کسب رای اعتماد بیشتر، انتخابات زودهنگام برگزار کرد. این لایحه درانتخابات ۲۰۱۴،که توسط حزب لیبرال برنده کبک، از بین رفت. منشور ارزش‌های کبک به عنوان عاملی در از دست دادن قدرت PQ مطرح شد (اگرچه این لایحه با حمایت افکار عمومی بیشتر از خود حزب حاکم روبه رو شد). لیبرال‌ها با این قانون مخالف بودند، اما فیلیپ کویار، رهبر حزب، در طول مبارزات انتخاباتی متعهد شد که مجموعه‌ای از اقدامات سخت‌گیرانه‌تر را در مورد موضوع اقامت معقول ارائه کند.

## زمان‌بندی
این پیشنهاد برای اولین بار در ۲۲می ۲۰۱۳ اعلام شد. منشور به‌طور رسمی در۱۰ سپتامبر ۲۰۱۳ پیشنهاد شد. این لایحه از تاریخ ۵ مارس ۲۰۱۴ بر روی کاغذ از بین رفت. در طول مبارزات انتخاباتی بعدی، نخست‌وزیر پائولین ماروا قول داد که درصورت انتخاب شدن، بند غیرقانونی را برای محافظت از منشور در برابر چالش‌های قانونی اعمال خواهد کرد.

## نمادها

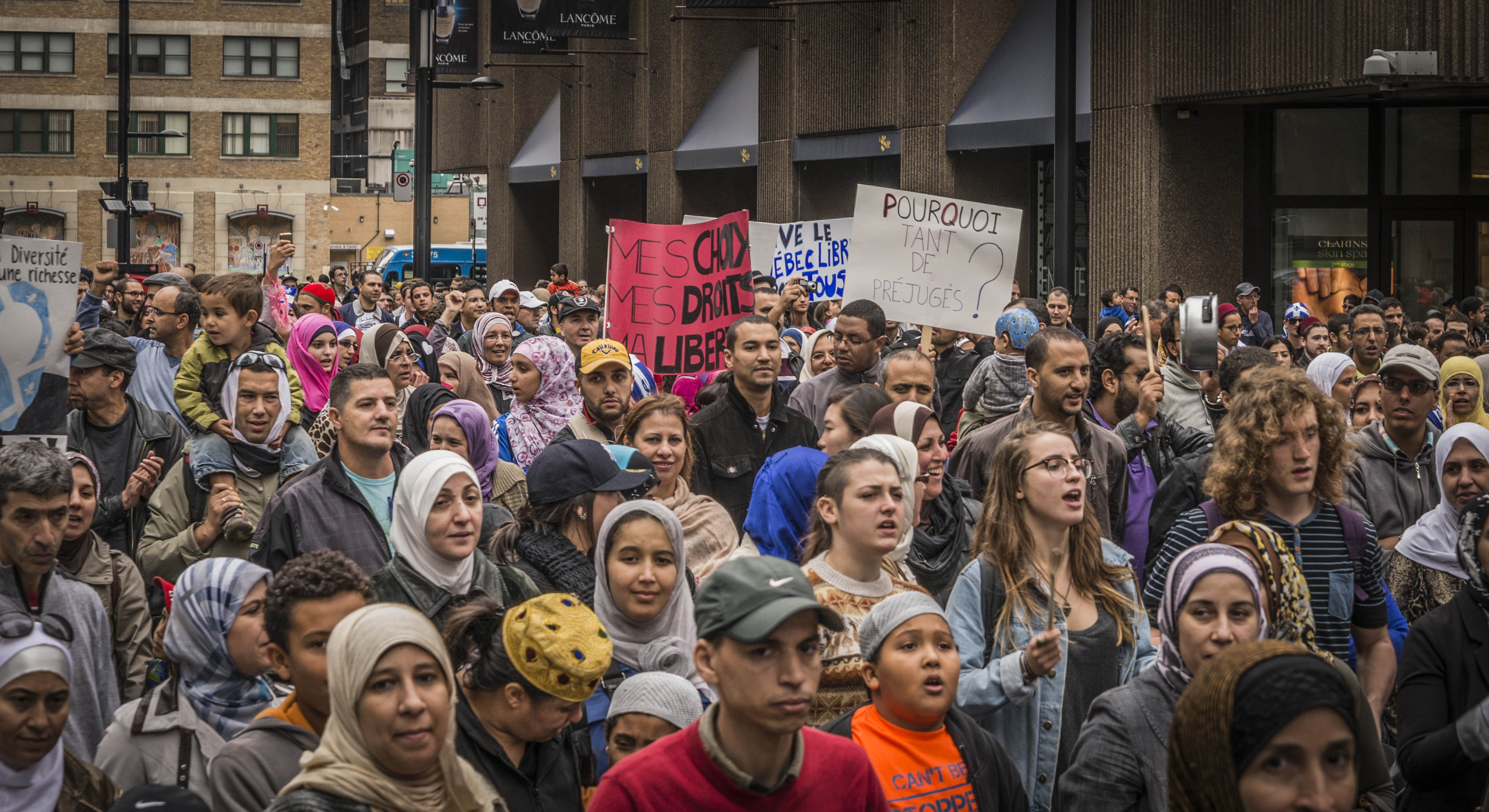
اعتراض شنبه ۱۴ سپتامبر ۲۰۱۳ در مونترال

به نظر می‌رسد بحث برانگیزترین مقررات در مورد محدودیت کارمندان بخش دولتی از پوشیدن یا نمایش نمادهای مذهبی آشکار باشد. زمان‌بندی اقامت معقول اقامت معقول ال ۲۰۱۳ به بند بدون وجود قانون اساسی کانادا استناد می‌کند. نخست‌وزیر مارویس همچنین تهدید کرد که برای تصویب این منشور در سال ۲۰۱۳ به بند بدون وجود قانون اساسی کانادا استناد می‌کند. نخست‌وزیر مارویس همچنین تهدید کرد که برای تصویب این منشور در سال ۲۰۱۳ به بند بدون وجود قانون اساسی کانادا استناد می‌کند. نخست‌وزیر مارویس همچنین تهدید کرد که برای تصویب این منشور در سال ۲۰۱۳ به بند بدون وجود قانون اساسی کانادا استناد می‌کند. کارمندان بخش دولتی از پوشیدن یا نمایش نمادهای مذهبی آشکار باشد.
بر اساس این لایحه، اقلام نسبتاً محتاطانه مانند انگشتر، گوشواره یا آویزهای کوچک با نماد مذهبی مجاز خواهد بود و اقلام مشهودتری مانند کیپا، عمامه، حجاب، نقاب و صلیب‌های بزرگتر و آویزهای مذهبی ممنوع است.
سیاستمداران منتخب مستثنی خواهند بود و مقررات انصراف موقت برای دانشگاهها و بیمارستانها پیشنهاد شده‌است. علاوه براین، برخی از اقلام و آداب و رسوم با ماهیت ظاهراً مذهبی، مانند صلیب بزرگ نمایش داده شده درمجلس ملی کبک و برگزاری جشن کریسمس به دلیل منطقی بودن آنها که منعکس کننده میراث فرهنگی استان است، مستثنی هستند. این امر منجر به این باور گسترده شده‌است که انگیزه این اقدام یک عمل ریاکارانه قومی است.

## واکنش‌ها
این منشور درابتدا محبوب بود، اما حملات مداوم حمایت را گهگاه به ۵۰٪ از جمعیت کاهش داد.

### احزاب سیاسی کبک
در خود کبک، اپوزیسیون رسمی استانی، حزب لیبرال کبک، که از زمان اعلام این منشور از حمایت بیشتری برخوردار بود، اعلام کرد که با تصویب این لایحه تا حدی مخالفت خواهد کرد که باعث برگزاری انتخابات بر سر این موضوع شود. فرانسوا لگو، رهبر ائتلاف Avenir Québec، مصالحه ای را با ممنوعیت محدودتر با معافیت کارکنان مراقبتهای بهداشتی و مهدکودک‌ها پیشنهاد کرد.
ژاک پاریزو، نخست‌وزیر سابق PQ احساس نمی‌کردکه پایان این لایحه ابزار آن را توجیه می‌کند.

### احزاب سیاسی فدرال
واکنش به این لایحه با توجه به اینکه اکثر احزاب سیاسی اصلی فدرال این پیشنهاد را محکوم کردند، تفرقه انگیز بوده‌است. به عنوان مثال، جاستین ترودو از حزب لیبرال کانادا این اقدام را به عنوان یک موضوع بدبینانه توصیف کرد که برای دامن زدن به درگیری با دولت فدرال کانادا برای ترویج جدایی طلبی کبک طراحی شده‌است. زمانی که دردادگاه‌ها به عنوان خلاف قانون اساسی به چالش کشیده می‌شوددرحالی که توماس مولکایر از حزب دموکراتیک نوین کانادا آن را غیرقابل قبول اعلام کرد و در مصاحبه با مطبوعات آن را «تبعیض دولتی» خواند. نخست‌وزیر استفان هارپر خاطرنشان کردکه این لایحه احتمالاً به قانون تبدیل نخواهد شد، اما در صورت تصویب هر اقدامی که لازم باشد انجام خواهد داد.ماریا مورانی عضو پارلمان به دلیل شکایت از اینکه منشور پیشنهادی یک اقدام فرصت طلبانه سیاسی در مورد حقوق بشر است از بلوک کبک اخراج شد.
کمیسیون حقوق بشر کبک، کمیسیون حقوق بشر و حقوق بشر، منشور پیشنهادی را به عنوان نقض «رادیکال» حقوق اساسی محکوم کرد.

### گروه‌های دیگر
انجمن آزادی‌های مدنی کانادا خلاصه ای را به کمیته مؤسسات مجلس ملی کبک ارسال کرد. آنها لایحه ۶۰ را قانونی عمیقاً آزاردهنده توصیف کردند که آزادی‌های اساسی را نقض می‌کند و نمی‌تواند «در یک جامعه آزاد و دموکراتیک توجیه شود» همان‌طور که منشور حقوق و آزادی‌های کانادا ایجاب می‌کند.CCLA معتقد است که این لایحه آزادی مذهب، آزادی بیان، حق برابری و حق رهایی از تبعیض را نقض می‌کند. CCLAناسازگاری‌هایی را در قانون ذکر میکند که برای سنت‌های مذهبی اقلیت نامناسب است. آنها از دولت کبک خواستند که این لایحه را کنار بگذارد.
شورای ملی مسلمانان کانادا نیز خلاصه ای را درمورد لایحه ۶۰ به مجلس ملی کبک ارسال کرد. آنها این لایحه را تبعیض آمیز توصیف کردند و آزادی‌های مذهبی جامعه مسلمانان را نقض می‌کند. NCCM از احزاب مخالف درمجلس ملی کبک خواست تا لایحه ۶۰ را شکست دهند
رئیس جنبش لایک کبکوا، لوسی جوبین، نوشت که «خوشحال است که سکولاریسم در آن ثبت شده‌است - این یک ارزش عمومی انسجام اجتماعی است - اما ما ملاحظات زیادی ابراز می‌کنیم. این یک سکولاریسم دو سرعته خواهد بود.»
در ۱۳ نوامبر، دکتر لارنس روزنبرگ، مدیر اجرایی بیمارستان عمومی یهودیان، منشور پیشنهادی را «نقص و مغایر با روحیه غالب و خویشتن داری کبک» خواند و دربیانیه‌ای کتبی که توسط هیئت مدیره بیمارستان تأیید شد، گفت که در صورت تصویب، کارکنان بیمارستان آن را نادیده می‌گیرند.
در ۱۲ ژانویه ۲۰۱۴، یک مستند مستقل به نام Québec60: un documentaire در یوتیوب منتشر شد تا با منشور ارزش‌های کبک مقابله کند. تمرکز این مستند بر روی زنانی است که محجبه هستند و در استان کبک زندگی می‌کنند. همچنین به تأثیرات منشور بر سایر اقلیت‌های مذهبی:سیک‌ها و جوامع یهودی می‌پردازد. در هفته اول انتشار، این مستند آنلاین بیش از ۱۸۰۰۰ بازدید جمع‌آوری کرد.
در ۱۵ فوریه۲۰۱۴ یک مستند مستقل به نام منشور حواس‌پرتی) توسط مجموعه ای از گروه‌های رسانه ای مستقل منتشر شد که به عنوان دیدگاهی انتقادی و تحلیلی از منشور ارزش‌های کبک و چگونگی انحراف آن از مسائل واقعی اجتماعی، اقتصادی و زیست‌محیطی که با اقدامات ریاضتی پی در پی تحمیل شده توسط حزب کبکوا تشدید شده‌است. این مستند همچنین با آنچه که یک سال پیش از آن در جریان اعتراضات بهار افرا کبک در سال ۲۰۱۲ اتفاق افتاده بود، تشابهاتی داشت. این مستند همچنین با جنبش Idle No More و رفتار با مردمان ملل اول تشابهاتی داشت. این مستند به‌طور آشکار در یوتیوب برای عموم منتشر شد و مورد توجه رسانه‌ها قرار گرفت.

### واکنش عمومی
بر اساس نظرسنجی‌ها، حدود نیمی از مردم کبک از منشور در نهایت درجه، حمایت کردند. با این حال، این یک موضوع انگیزه انتخاباتی عمده نبود.
واکنش عمومی حداقل یک حادثه عمومی را شامل می شود که در آن یک زن کبکی الجزایری الاصل با حجاب اسلامی در مرکز خرید Laurier Québec در شهرکبک توسط زنی با استناد به منشور که از آنها خواست مذهب خود را تغییر داده و روسری را بردارند مورد حمله قرار گرفت. حادثه دیگری زمانی رخ داد که یک مرد سفیدپوست یک زن با حجاب را در اتوبوسی در مونترال مورد آزار و اذیت قرار داد. در پاسخ، حداقل دو راهپیمایی اعتراضی عمومی در مونترال با حضور مردمی از مذاهب مختلف که منشور را محکوم کردند، برگزار شده‌است.همچنین حداقل دو راهپیمایی در حمایت از منشور، از جمله جنبش زنان برای سکولاریسم"Janettes"برگزار شده‌است.